# Немировский, Владимир Леонидович
Владимир Леонидович Немировский (укр. Володимир Леонідович Немировський; род. 21 ноября 1963, Кривой Рог) — украинский политик и предприниматель, владелец компании Стальканат Силур, председатель еврейской общины Кривого Рога, с 3 марта по 6 мая 2014 года председатель Одесской областной государственной администрации.

## Биография

### Образование
С 1981 по 1989 год обучался в Криворожском горнорудном институте, по специальности — инженер.

### Карьера
С 1987 по 1996 год работал машинистом насосных установок, мастером производственного участка Криворожского горно-обогатительного комбината (г. Кривой Рог).
С 1996 по 1999 год являлся председателем наблюдательного совета ОАО «КЦРЗ» (г. Кривой Рог).
С 2001 года — председатель наблюдательного совета ОАО «Стальканат» (г. Одесса).

### Политическая деятельность
С 2006 года — депутат Одесского областного Совета 5-го созыва, секретарь комиссии по вопросам бюджета и банковской деятельности. С 2009 года глава Одесской областной организации политической партии «Фронт перемен».
С 2010 года являлся депутатом Одесского областного совета 6-го созыва (председатель постоянной комиссии по вопросам прав человека, свободы слова и информации).
В конце 2012 года заявлял, что у него есть внешние враги — милиция и прокуратура. 3 марта 2014 года указом и. о. Президента Украины А. В. Турчинова назначен председателем Одесской областной государственной администрации.

#### Трагедия в Одессе
2 мая 2014 года в Одессе прошли столкновения, в результате которых погибли несколько десятков человек.
Немировский одобрил действия ультрас и Самообороны Майдана, приведшие к трагедии:

Действия одесситов, направленные на нейтрализацию и задержание вооруженных террористов, считаются законными— страница Немировского в соцсети Facebook
Позже вину за смерть людей в Одессе он в тот же день возложил на милицию.
Первые похороны жертв прошли 5 мая, СМИ сообщали, что почтить погибших пришли сотни людей. Они были убиты горем и крайне агрессивны по отношению к прессе. А попытка губернатора Немировского появиться на панихиде вызвала гнев одесситов. Его заглушили и прогнали. Вечером общественный совет при Одесской областной администрации заявил, что инициировал проведение митинга с требованием отставки губернатора Владимира Немировского и председателя облсовета Николая Тиндюка.
6 мая 2014 года глава Одесской областной государственной администрации Владимир Немировский освобожден от должности указом Турчинова. Новым главой Одесской ОГА назначен Игорь Палица, выходец с Западной Украины и соратник председателя Днепропетровской ОГА и владельца группы «Приват» Игоря Коломойского. На следующий день Немировский обвинил в организации беспорядков в Одессе 2 мая человека Тимошенко нардепа Александра Дубового:

Народный депутат Украины от фракции Батькивщина Александр Дубовой — человек, который, по моему мнению, вел подрывную деятельность. Милиция саботировала работу по сепаратизму. СБУ знала, что в здании находилось оружие и неизвестное вещество. Это все креатура Александра Дубового— Владимир Немировский
 Впоследствии суд обязал Немировского опровергнуть эту информацию.
После массовых убийств 2 мая 2014 года, опасаясь наказания или мести, укрылся в Израиле.

### Семья
Женат, имеет троих детей.
Жена —  Немировская Наталия Анатольевна.
Дети: Немировская Дина Владимировна (род. 1985), Немировский Виталий Владимирович (род. 1988), Немировский Давид Владимирович (род. 2002).
Внук первого председателя НКВД Кривого Рога.